# Mujer joven empolvándose (Seurat)
Mujer joven empolvándose (en francés, Jeune femme se poudrant) es un óleo sobre lienzo realizado entre 1889 y 1890 por el pintor francés Georges Seurat. La obra, uno de los principales ejemplos del puntillismo, representa a la amante del artista, Madeleine Knobloch, sentada ante un pequeño espejo con una borla en la mano, empolvándose, todavía en ropa interior (camiseta, corsé y enagua). Está en la colección del Instituto de Arte Courtauld y en exhibición en la Galería de Somerset House.
Seurat mantenía en secreto su relación con la modelo, por lo que tal dato se ocultó cuando se exhibió en 1890.
Desde que la pintura se mostró públicamente, la pared detrás de la joven exhibía un adorno de estilo japonés, un marco de bambú con portezuelas, abierto para mostrar lo que se creía una ilustración de un jarrón con flores. En 2014, utilizando tecnología de imagen avanzada, se reveló que originalmente en el panel central Seurat se había pintado a sí mismo en su caballete; ahora se cree que el objeto en la pared es en realidad un espejo de tres cuerpos. Después de mostrarle la pintura a un amigo, y este advertirle que podría causar revuelo, Seurat pintó sobre el retrato la esquina de una cómoda y flores. Irónicamente, este retrato oculto es el único autorretrato conocido realizado por Seurat.
La pintura ahora está nuevamente en exhibición en el Courtauld.